# Debra Armstrong
Debra Armstrong (eigentlich Deborah Sue Armstrong, geb. Edwards; * 9. November 1954 in Taylor, Texas) ist eine ehemalige US-amerikanische Sprinterin.
Bei den Olympischen Spielen 1972 in München schied sie über 400 m im Vorlauf aus.
1976 erreichte sie bei den Olympischen Spielen in Montreal über 200 m das Halbfinale und kam in der 4-mal-100-Meter-Staffel auf den siebten Platz.
Sie ist mit dem Sprinter Ainsley Armstrong aus Trinidad und Tobago verheiratet. Ihr gemeinsamer Sohn Aaron Armstrong gewann 2008 für Trinidad und Tobago startend eine olympische Silbermedaille in der 4-mal-100-Meter-Staffel.

## Persönliche Bestzeiten
- 100 m: 11,4 s, 14. Juli 1971, Houston
- 200 m: 22,96 s, 22. Juni 1976, Eugene
- 400 m: 52,6 s, 27. Juni 1975, White Plains